# EWA IIIb
Die Serie EWA IIIb war eine Tenderlokomotivreihe der Eisenbahn Wien-Aspang (EWA). Ursprünglich als Serie TLa bezeichnet hatte sie die Achsformel Cn2t und wurde von der Wiener Neustädter Lokomotivfabrik 1879 erbaut. Im Jahre 1911 wurden die Maschinen dieser Reihe auf C1n2t umgebaut. Dabei konnte der Kesseldruck von 9 auf 10 bar angehoben werden. Das Gewicht sowie Wasser- und Kohlevorräte erhöhte sich ebenfalls. Die Tabelle gibt die Werte nach dem Umbau wieder.
Im neuen Bezeichnungsschema wurden die umgebauten Lokomotiven als Serie IIIb mit den Nummern 1–6 eingeordnet. Einige Maschinen erhielten anstatt des ursprünglichen schlanken Kamins einen Kobelrauchfang, um billigere Kohlesorten verwenden zu können.
Als die BBÖ im Jahre 1937 die Eisenbahn Wien–Aspang im Pachtbetrieb übernahm, erhielten die Maschinen dieser Reihe keine BBÖ-Nummer. Die Deutsche Reichsbahn allerdings ordnete sie 1938 als 90.7001–7006 ein, schied sie aber schon bis 1939 aus. Einige Maschinen fanden darüber hinaus als Werklokomotiven Verwendung. Die letzte wurde erst 1960 aus diesen Diensten entlassen. 